# Dejan Jekovec
Dejan Jekovec (né le 22 août 1974) est un ancien sauteur à ski slovène.
Il rejoint l'équipe de Slovénie en 1991 et fait ses débuts en Coupe du monde dès la saison suivante. Malgré des débuts difficiles, il parvient à obtenir son billet pour les Jeux olympiques de 1994 à Lillehammer. Engagé seulement sur le petit tremplin, il ne pourra faire mieux que 41e. Ses résultats s'améliorent à l'occasion de la saison 1995. Auteur d'une très bonne 5e place sur le tremplin de Falun en Suède, il marque des points à six reprises et termine la saison au 41e rang mondial. La même année, il participe aux Championnats du monde de Thunder Bay où il termine 39e sur K90 et 43e sur le K120. La saison 1996 marque le début de la fin. Auteur d'une série de mauvais résultats, il est rapidement relégué en Coupe continentale. Ne parvenant pas à retrouver son niveau, il décide de prendre sa retraite en 1997.

## Palmarès

### Jeux Olympiques
| Épreuve / Édition | Lillehammer 1994 |
| Petit Tremplin    | 41e              |

### Championnats du monde
| Épreuve / Édition | Thunder Bay 1995 |
| Petit Tremplin    | 39e              |
| Grand Tremplin    | 43e              |

### Coupe du monde
- Meilleur classement final: 41e en 1995.
- Meilleur résultat: 5e.